# ورزشگاه شاهزاده محمد بن سلمان
ورزشگاه شاهزاده محمد بن سلمان یک ورزشگاه چند منظوره در شهر قیدیا، ریاض، عربستان سعودی است. این ورزشگاه قرار است مکانی برای جام جهانی فوتبال ۲۰۳۴ باشد، جایی که میزبان بازی‌های مرحله گروهی، دور سی و دوم، مرحله یک شانزدهم نهایی و رده‌بندی جایگاه سوم خواهد بود. این ورزشگاه ۴۵٫۰۰۰ نفر گنجایش دارد و به نام شاهزاده فعلی عربستان محمد بن سلمان نامگذاری شده است.

## توضیحات
ساخت این ورزشگاه در سال ۲۰۲۶ آغاز خواهد شد افتتاحیه آن در سال ۲۰۲۹ انجام می‌شود، زمانی که الهلال و النصر از لیگ برتر عربستان از آن استفاده خواهند کرد.
این ورزشگاه در بالای صخره‌های کربلا خواهد بود. دارای سقف جمع شونده خواهد بود و دارای کنترل آب و هوا خواهد بود.